# Epirrhoe medeifascia
Epirrhoe medeifascia är en fjärilsart som beskrevs av Karl Grünberg 1908. Epirrhoe medeifascia ingår i släktet Epirrhoe och familjen mätare. Inga underarter finns listade i Catalogue of Life.